# Giro Next Gen 2024
Giro Next Gen 2024 var den 47. udgave af det italienske etapeløb Giro Next Gen. Cykelløbets otte etaper havde en samlet distance på 1013,8 km, og blev kørt fra 9. juni med start i Aosta til 16. juni 2024 hvor der var mål i Forlimpopoli. 27 hold havde seks ryttere til start, og to hold havde fem ryttere til start på 1. etape. Løbet var en del af UCI Europe Tour 2024.

## Etaperne
| Etape    | Dato     | Start – Mål                | type          | Afstand (km) | Elevation (m) | Etapevinder            | Førende rytter   |
| -------- | -------- | -------------------------- | ------------- | ------------ | ------------- | ---------------------- | ---------------- |
| 1. etape | 9. jun.  | Aosta – Aosta              | enkeltstart   | 8,8          | 100 m         | Jakob Söderqvist       | Jakob Söderqvist |
| 2. etape | 10. jun. | Aymavilles – Saint-Vincent | kuperet etape | 105          | 1.600 m       | Paul Magnier           | Paul Magnier     |
| 3. etape | 11. jun. | Verrès – Pian della Mussa  | bjergetape    | 134          | 3.000 m       | Jarno Widar            | Jarno Widar      |
| 4. etape | 12. jun. | Pertusio – Borgomanero     | flad etape    | 139          | 900 m         | Paul Magnier           | Jarno Widar      |
| 5. etape | 13. jun. | Kilometro Rosso – Cremona  | flad etape    | 138          | 350 m         | Steffen De Schuyteneer | Jarno Widar      |
| 6. etape | 14. jun. | Borgo Virgilio – Fosse     | bjergetape    | 172          | 3.200 m       | Jarno Widar            | Jarno Widar      |
| 7. etape | 15. jun. | Montegrotto Terme – Zocca  | flad etape    | 180          | 1.000 m       | Huub Artz              | Jarno Widar      |
| 8. etape | 16. jun. | Cesena – Forlimpopoli      | kuperet etape | 137          | 2.000 m       | Matthew Brennan        | Jarno Widar      |

## Trøjernes fordeling gennem løbet
| Etape    |               | Vinder _               | Samlede stilling | Pointtrøje       | Bjergtrøje       | Ungdomstrøje | Holdkonkurrence _             |
| -------- | ------------- | ---------------------- | ---------------- | ---------------- | ---------------- | ------------ | ----------------------------- |
| 1. etape | enkeltstart   | Jakob Söderqvist       | Jakob Söderqvist | Jakob Söderqvist | Jakob Söderqvist | Jarno Widar  | Soudal Quick-Step Devo Team   |
| 2. etape | kuperet etape | Paul Magnier           | Paul Magnier     | Paul Magnier     | Fabian Weiss     | Jarno Widar  | Soudal Quick-Step Devo Team   |
| 3. etape | bjergetape    | Jarno Widar            | Jarno Widar      | Paul Magnier     | Jarno Widar      | Jarno Widar  | VF Group-Bardiani CSF-Faizané |
| 4. etape | flad etape    | Paul Magnier           | Jarno Widar      | Paul Magnier     | Jarno Widar      | Jarno Widar  | VF Group-Bardiani CSF-Faizané |
| 5. etape | flad etape    | Steffen De Schuyteneer | Jarno Widar      | Paul Magnier     | Jarno Widar      | Jarno Widar  | VF Group-Bardiani CSF-Faizané |
| 6. etape | bjergetape    | Jarno Widar            | Jarno Widar      | Paul Magnier     | Jarno Widar      | Jarno Widar  | VF Group-Bardiani CSF-Faizané |
| 7. etape | flad etape    | Huub Artz              | Jarno Widar      | Paul Magnier     | Jarno Widar      | Jarno Widar  | VF Group-Bardiani CSF-Faizané |
| 8. etape | kuperet etape | Matthew Brennan        | Jarno Widar      | Paul Magnier     | Lorenzo Nespoli  | Jarno Widar  | VF Group-Bardiani CSF-Faizané |
| Samlet   | Samlet        |                        | Jarno Widar      | Paul Magnier     | Lorenzo Nespoli  | Jarno Widar  | VF Group-Bardiani CSF-Faizané |

## Resultater

### Samlede stilling
| \| Samlede stilling \| Samlede stilling \| Samlede stilling \| Samlede stilling \| Samlede stilling \| \| Rytter \| Rytter \| Hold \| Tid \| \| \| ---------------- \| ----------------------- \| -------------------------------------- \| ---------------- \| ---------------- \| \| 1. \| Jarno Widar \| Lotto Dstny Development Team \| 24t 01' 09" \| \| \| 2. \| Pablo Torres \| UAE Team Emirates Gen Z \| + 52" \| \| \| 3. \| Pau Martí \| Israel Premier Tech Academy \| + 58" \| \| \| 4. \| Mathys Rondel \| Tudor Pro Cycling U23 \| + 58" \| \| \| 5. \| Pavel Novák \| MBH Bank Colpack Ballan \| + 1' 39" \| \| \| 6. \| Léo Bisiaux \| Decathlon AG2R La Mondiale Development \| + 1' 52" \| \| \| 7. \| Florian Samuel Kajamini \| MBH Bank Colpack Ballan \| + 2' 14" \| \| \| 8. \| Mats Wenzel \| Lidl-Trek Future Racing \| + 2' 22" \| \| \| 9. \| Alessandro Pinarello \| VF Group-Bardiani CSF-Faizanè \| + 3' 28" \| \| \| 10. \| Luke Tuckwell \| Trinity Racing \| + 3' 31" \| \| |                         |                                        |             |
| |                         |                                        |             |
| Kilde: ProCyclingStats |                         |                                        |             |
| Samlede stilling |                         |                                        |             |
| Rytter | Rytter                  | Hold                                   | Tid         |
| 1. | Jarno Widar             | Lotto Dstny Development Team           | 24t 01' 09" |
| 2. | Pablo Torres            | UAE Team Emirates Gen Z                | + 52"       |
| 3. | Pau Martí               | Israel Premier Tech Academy            | + 58"       |
| 4. | Mathys Rondel           | Tudor Pro Cycling U23                  | + 58"       |
| 5. | Pavel Novák             | MBH Bank Colpack Ballan                | + 1' 39"    |
| 6. | Léo Bisiaux             | Decathlon AG2R La Mondiale Development | + 1' 52"    |
| 7. | Florian Samuel Kajamini | MBH Bank Colpack Ballan                | + 2' 14"    |
| 8. | Mats Wenzel             | Lidl-Trek Future Racing                | + 2' 22"    |
| 9. | Alessandro Pinarello    | VF Group-Bardiani CSF-Faizanè          | + 3' 28"    |
| 10. | Luke Tuckwell           | Trinity Racing                         | + 3' 31"    |

### Pointkonkurrencen
| Pointkonkurrence | Pointkonkurrence    | Pointkonkurrence              | Pointkonkurrence | Pointkonkurrence |
| Rytter           | Rytter              | Hold                          | Point            |                  |
| ---------------- | ------------------- | ----------------------------- | ---------------- | ---------------- |
| 1.               | Paul Magnier        | Soudal Quick-Step             | 108 point        |                  |
| 2.               | Tim Torn Teutenberg | Lidl-Trek Future Racing       | 82 point         |                  |
| 3.               | Lorenzo Conforti    | VF Group-Bardiani CSF-Faizanè | 55 point         |                  |

### Bjergkonkurrencen
| Bjergkonkurrence | Bjergkonkurrence        | Bjergkonkurrence             | Bjergkonkurrence | Bjergkonkurrence |
| Rytter           | Rytter                  | Hold                         | Point            |                  |
| ---------------- | ----------------------- | ---------------------------- | ---------------- | ---------------- |
| 1.               | Lorenzo Nespoli         | MBH Bank Colpack Ballan      | 72 point         |                  |
| 2.               | Jarno Widar             | Lotto Dstny Development Team | 49 point         |                  |
| 3.               | Florian Samuel Kajamini | MBH Bank Colpack Ballan      | 44 point         |                  |

### Ungdomskonkurrencen
| Ungdomskonkurrence | Ungdomskonkurrence | Ungdomskonkurrence                     | Ungdomskonkurrence | Ungdomskonkurrence |
| Rytter             | Rytter             | Hold                                   | Tid                |                    |
| ------------------ | ------------------ | -------------------------------------- | ------------------ | ------------------ |
| 1.                 | Jarno Widar        | Lotto Dstny Development Team           | 24t 01' 09"        |                    |
| 2.                 | Pablo Torres       | Interpro Cycling Academy               | + 52"              |                    |
| 3.                 | Léo Bisiaux        | Decathlon AG2R La Mondiale Development | + 1' 42"           |                    |

### Holdkonkurrencen
| Holdkonkurrence | Holdkonkurrence               | Holdkonkurrence | Holdkonkurrence |
| Hold            | Hold                          | Tid             |                 |
| --------------- | ----------------------------- | --------------- | --------------- |
| 1.              | VF Group-Bardiani CSF-Faizané | 72t 16' 35"     |                 |
| 2.              | MBH Bank Colpack Ballan       | + 10' 20"       |                 |
| 3.              | GW Erco Shimano               | + 10' 32"       |                 |

## Hold
| UCI ProTeam- VF Group-Bardiani CSF-Faizané UCI Kontinentalhold (23)- Soudal Quick-Step Devo Team - Astana Qazaqstan Development Team - Biesse-Carrera - CTF Victorious - Decathlon AG2R La Mondiale Development Team - General Store-Essegibi-F.Lli Curia - GW Erco Shimano - Hagens Berman Jayco - Israel Premier Tech Academy - Lidl-Trek Future Racing - Lotto Dstny Development Team - MG.K Vis Colors For Peace - Petrolike - Rime Drali - Lotto-Kern Haus PSD Bank - MBH Bank Colpack Ballan - Team Technipes #inEmiliaRomagna - Team Visma \| Lease a Bike Development - Trinity Racing - Tudor Pro Cycling Team U23 - UAE Team Emirates Gen Z - Wanty-Re Uz-Technord - Zalf Euromobil Fior Landshold- Italien Regional- og klubhold (4)- Campana Imballagi-Geo & Tex-Trentino - Arvedi Cycling - Polti Kometa U23 - U.C. Trevigiani Energiapura Marchiol |
| |

## Danske ryttere
| Danske ryttere på startlisten |                         |                                             |           |
| Rygnummer                     | Rytter                  | Hold                                        | Placering |
| 65                            | Rasmus Søjberg Pedersen | Decathlon AG2R La Mondiale Development Team | 91        |
| 92                            | Kasper Andersen         | Hagens Berman Jayco                         | 72        |
| 113                           | Kristian Egholm         | Lidl-Trek Future Racing                     | DNF-6     |
| 284                           | Dennis Lock             | Zalf Euromobil Fior                         | 37        |

* DNF = gennemførte ikke